# Badula ovalifolia
Badula ovalifolia är en viveväxtart som beskrevs av A. Dc. Badula ovalifolia ingår i släktet Badula och familjen viveväxter. Inga underarter finns listade i Catalogue of Life.